# Дразнилка
Дразни́лка — жанр детского фольклора, прибаутка, в рифмованном виде связывающая имя или прозвище высмеиваемого и его настоящие или выдуманные недостатки (например, «Лиза-подлиза»). 
Дразнилки по форме представляют собой краткие, «в основном однострофные произведения юмористического, реже сатирического характера».
Многие восточнославянские дразнилки произошли из песен юмористического характера, исполнявшихся во время различных обрядов. Уничижение является одним из видов корильных песен, исполняемых во время величания на свадьбе. Дразнилки перешли к детям из фольклора взрослых или литературных источников.
Дразнилки адресуются сверстникам, безобидным взрослым людям и даже животным и статуям. Г. С. Виноградов выделяет также поддёвки (издёвки) — диалоги или псевдодиалоги, исполняемые с целью поймать адресата на слове: «Скажи „двести“ — Двести — Сиди, дурак, на месте».